# زحل ۳
زحل ۳ (انگلیسی: Saturn 3) یک فیلم در ژانر علمی تخیلی، ماجراجویی، و ترسناک به کارگردانی استنلی دانن است که در سال ۱۹۸۰ منتشر شد. از بازیگران آن می‌توان به فارا فاست، کرک داگلاس، هاروی کایتل، و روی دوتریس اشاره کرد.